# Илия Миленков (Банско)
Илия Георгиев Миленков е български просветен и обществен деец от Източна Македония.

## Биография
Роден е в 1862 година в Банско, тогава в Османската империя. В 1885 година става учител в Мехомия. При избухването на Сръбско-българската война в 1885 година е доброволец в Българската армия. По-късно е член на Доброволческата организация „Сливница“. В 1921 година участва в дейността на Бургаската комуна. Умира в София в 1943 година.